# Massimo Colomba
Massimo Colomba (* 24. August 1977 in Villars-sur-Glâne) ist ein ehemaliger Schweizer Fussballspieler (Torhüter) und gegenwärtiger Torhütertrainer mit italienischen Wurzeln. Er ist im Kanton Freiburg aufgewachsen.
Colomba begann seine Karriere in Villars-sur-Glâne. Ab der Saison 2002/03 spielte er als Torhüter beim FC Aarau in der Super League. Anfang der Saison 2007/08 wurde er von Ivan Benito verdrängt und bekam am Ende der Saison aus Kostengründen keinen neuen Vertrag mehr. Daraufhin wechselte er als Ersatztorhüter hinter Eldin Jakupović zum Grasshopper Club Zürich. Nur ein Jahr später wechselte er als Ersatztorhüter hinter Franco Costanzo zum FC Basel.
Ende der Saison 2011/2012 beendete Colomba seine Karriere als Profifussballspieler und arbeitet seit der Saison 2012/2013 als Torhütertrainer beim FC Basel.

## Titel und Erfolge
Basel, als Spieler
- Schweizer Meister: 2010, 2011, 2012
- Schweizer Cupsieger: 2010, 2012

Basel, als Torhütertrainer
- Schweizer Meister: 2013, 2014, 2015, 2016, 2017
- Schweizer Cupsieger: 2017